# Giuncata
La giuncata è un formaggio fresco molle di latte ovicaprino o vaccino. Ha una forma cilindrica o fusiforme che ha origine dalla fascera di giunco in cui viene inserita la cagliata. Non viene salato.
In Liguria viene steso e fatto colare su un supporto traforato (un tempo era di giunco, da qui il nome), facendogli assumere una forma piatta e poco spessa
.

## Preparazione[3][4][5]
Il latte di vacca, di pecora, di capra o misto una volta munto viene filtrato con tessuti di cotone a trama fine già sulla caldaia di lavorazione, in rame stagnato, alla temperatura di 32-38 °C. Al latte viene aggiunto caglio liquido di vitello o agnello. A causa della bassa temperatura, la giuncata deve essere prodotta con latte assolutamente sterile.